# Цыганков, Эрнест Сергеевич
Эрне́ст Серге́евич Цыганко́в (9 сентября 1935, Москва — 9 января 2021) — советский и российский тренер по авто и мотоспорту, автор системы контраварийного обучения, автор методики группового обучения водителей, доктор педагогических наук, кандидат технических наук, профессор, заслуженный тренер России, заслуженный деятель науки России, академик БПА, руководитель и основатель «Центра высшего водительского мастерства».

## Биография
Родился в Москве в семье студентов МВТУ им. Баумана, которые были направлены на учёбу по комсомольским путёвкам: отец с тульского оружейного завода, мать с завода г. Полтавы. Рабочие корни позволили маме стать кандидатом технических наук и старшим научным сотрудником ЦНИМЭ и конструировать газотурбинные двигатели. В годы войны мама работала начальником цеха Уралмашзавода по производству танков Т-34. Папа был главным инженером приборостроительных заводов, последнее место работы — главный инженер фирмы академика Челомея по производству ракет. Родители были многократно награждены: папа имел 4 ордена Красного знамени. Старший брат Сергей окончил академию Минобороны, был полковником Генштаба, строил Байконур, воевал во Вьетнаме и на острове Даманский.
Дети: 2 сына и 1 дочь, в живых остался только старший сын — Дмитрий (живёт и работает в США). Имеет 5 внуков и 1 правнука. Старшая внучка — кандидат биологических наук, преподаёт в гимназии и зарубежных школах, в 30 лет подготовила докторскую диссертацию. Младший сын — Сергей владел 5 языками, организовал проект «Формула 1 в России».
Спортом начал заниматься в 8 лет, вначале плаванием, после увлекался многими видами: греблей, парусным спортом, конным спортом (чемпион ВУЗов Москвы), фехтованием, стрельбой, пятиборьем, мото и автоспортом. По окончании средней школы № 465 имел 5 первых спортивных разрядов и много призовых результатов. В 8 классе установил рекорд СССР по морскому семафору — 218 знаков в минуту.
Карьера тренера началась в 11 лет и продолжается до сих пор. В начале карьеры был тренером по мотоспорту: в ГЦОЛиФК подготовил команду по мотокроссу, которая победила на межвузовских соревнованиях. Подготовил лучшую женскую команду мастеров спорта: В. Михельсон, Р. Ряжская, А. Алешина, О. Кожина. Затем был играющим тренером мотокоманды «Восход», ведущим игроком и тренером мотобольной команды.
Благодаря успехам учеников на трековых мотогонках, был приглашён на должность тренера сборной команды СССР и стал участником соревнований во многих странах мира: Италии, Англии, Швеции, Германии, Чехословакии. В команде, которую тренировал были выдающиеся спортсмены: ЗМС И. Плеханов (2 место в мире), ЗМС Г. Кадыров (10-кратный чемпион), МСМК Д. Чекранов, МСМК В. Соколов, МСМК В. Моисеев, МСМК А. Куриленко.
После двухлетних путешествий с командой научный руководитель профессор В. С. Фарфель предложил выбрать: либо бесконечные командировки, либо завершение диссертации и работу на кафедре физиологии спорта. Выбор пал на науку. Началась активная жизнь в автоспорте. Вначале «Детская автодорога», затем команда «Динамо», затем тренерство в «АЗЛК», и роль тренера сборной СССР по ралли. На этой работе задержался на 40 лет. За это время подготовил 17 мастеров спорта международного класса: В. Данилов, В. Ганин, Т. Вупп, И. Таммека, В. Филимонов, М. Девель, Я. Агишев, М. Титов, В. Соотс, Н. Елизаров, А. Кривобоков, В. Гольцов (11-кратный чемпион СССР и РФ), С. Штин, К. Антропов, С. Вукович (ЗМС), А. Герасенков, В. Федотов, А. Нагин.
Многолетняя работа с выдающимися спортсменами позволила создать новое направление контраварийной науки. Было издано большое количество монографий и учебников для студентов ВУЗов. Методика прошла апробацию и внедрение в МВД (1975—1978 гг.), Минздраве СССР (1976—1979 гг.), КГБ (1978—1981 гг.), Минавтопроме (1982—1984 гг.), Минтяжстрое (1982 г.), ОККП (1983 г.), Минавтотрансе СССР (1980—1984 гг.), Минавтотрансе Украины (1986—1987 гг.), ГЛАВТУ МО СССР (1991 г.), в\ч 3111 (1994 г.), ФСНП (1997—1998 гг.), Центробанке РФ (1997—1998 гг.).
Была разработана зимняя контраварийная подготовка для сотрудников инофирм: Philip Morris, Pepsi, Shell, Zeneka, Intel и др.
Система контраварийной подготовки была представлена в 1992 г. в г. Вашингтон, США на выставке «Передовые технологии из России».
На базе Университета физической культуры под руководством автора были последовательно открыты: «Центр подготовки автогонщиков», Автоспортколледж и, работающий по сегодняшний день, «Центр высшего водительского мастерства». За период внедрения в практику обучение прошли более 12 тыс. водителей легковых и грузовых автомобилей, автобусов, автопоездов, военной техники. На сегодняшний день на территории России открыты 26 филиалов Центра высшего водительского мастерства в городах: Санкт-Петербург, Ростов-на-Дону, Краснодар, Новосибирск, Омск, Владивосток и др.

## Память
В сентябре 2021 года на Аллее героев спорта Российского государственного университета физической культуры, спорта, молодёжи и туризма открыт памятник профессору Эрнесту Сергеевичу Цыганкову.

## Награды и звания
- Доктор педагогических наук
- Кандидат технических наук
- Профессор
- Заслуженный тренер России
- Заслуженный деятель науки России
- Академик БПА
- Заслуженный профессор ГЦОЛиФК
- Почетный работник высшей школы
- Ученый года ГЦОЛиФК
- Профессор года ГЦОЛиФК